# 小侍所
小侍所（こさむらいどころ）は、鎌倉幕府・室町幕府に設置された機関の1つで、将軍に近侍して御家人の宿直・供奉を管理して将軍及びその御所の警備を統括した。鎌倉幕府においては別当を長としたが、室町幕府にはそうした役職は存在しなかったとみられており、便宜上において所司と呼ばれていたようである。

## 概要
承久元年（1219年）の3代将軍源実朝暗殺に対する反省から、新将軍に予定された九条三寅（後の頼経）の警備のために同年7月28日に侍所から分離して設置される。初代別当は北条重時。鎌倉幕府においては、別当には北条氏一族の有力者が任命され、その下に所司以下の諸役が置かれた。小侍所では「番帳」を作成してこれを基に1日1晩の宿直にあたる番役や将軍外出の際の供奉人の選定を行い、その催促・統轄を行った。こうした役職の選定には代々幕府に仕えていた東国御家人の一族であるという家柄が重視された他、弓馬・蹴鞠・管弦などの諸芸に通じている事も考慮されたため、これに選ばれることは名誉であるとされていた。また、小侍所の中でも特殊な例として陰陽師の存在があげられる。これは実朝暗殺の際に後鳥羽上皇の命によって所職を奪われて事実上の追放とされた実朝近侍の3名の陰陽師（安倍泰貞・安倍親職・安倍宣賢）を小侍所の職員としたのを嚆矢とし、将軍や幕府の為に陰陽道の儀式を行っている。3名は承久の乱においても鎌倉方勝利のための祈祷を行い、乱後に下向した安倍国道や惟宗文元とともに鎌倉陰陽師（関東陰陽道）の基礎を築いた。
室町幕府においても職掌はほぼ同一であったと考えられているが、別当・所司などの区別が無く単に「小侍所」と呼ばれて、便宜上においてその長たる者を「所司」と呼ぶ場合もあった。足利氏と近い関係がある有力守護大名が任命され、侍所とともに「両侍所」と呼ばれていた。

## 鎌倉幕府小侍所別当
月は旧暦表示
- 北条重時（承久元年7月－寛喜2年3月）
- 北条実泰（寛喜2年3月－文暦元年6月）
- 北条実時（文暦元年6月－8月）
- 北条経時（文暦元年8月－嘉禎2年12月）
- 北条実時（暦仁元年2月？－建長6年3月）
- 北条時茂（建長6年3月－不明）
- 北条実時（康元元年12月？－弘長3年10月）
- 北条時宗（文応元年2月－文永元年8月？）
- 北条宗政（文永2年12月？－弘安4年8月）
- 北条師時（弘安7年7月－永仁元年7月）
- 北条宗宣（永仁元年7月－永仁5年7月？）
- 北条熙時（永仁6年12月？－不明）
- 北条維貞（嘉元3年5月－応長元年1月？）
- 北条高時（応長元年1月－正和5年7月？）

以後は不明

## 室町幕府小侍所の主な任命者
- 大高重成
- 高師秀（高師世の実弟・養嗣子）
- 上杉朝房
- 吉良氏家（吉良貞経の弟）
- 細川顕氏
- 斯波義種
- 山名時義
- 細川頼元
- 今川泰範
- 畠山持永
- 山名持豊
- 山名前豊
- 細川成賢（細川勝元の実弟、叔父・細川持賢の養嗣子）
- 畠山義統
- 細川教春
- 細川政賢